# Großostheim
Großostheim è un comune tedesco di 16 412 abitanti, situato nel land della Baviera. Al di fuori della Germania è conosciuto soprattutto per ospitare la precedente sede europea di Nintendo.

## Galleria d'immagini

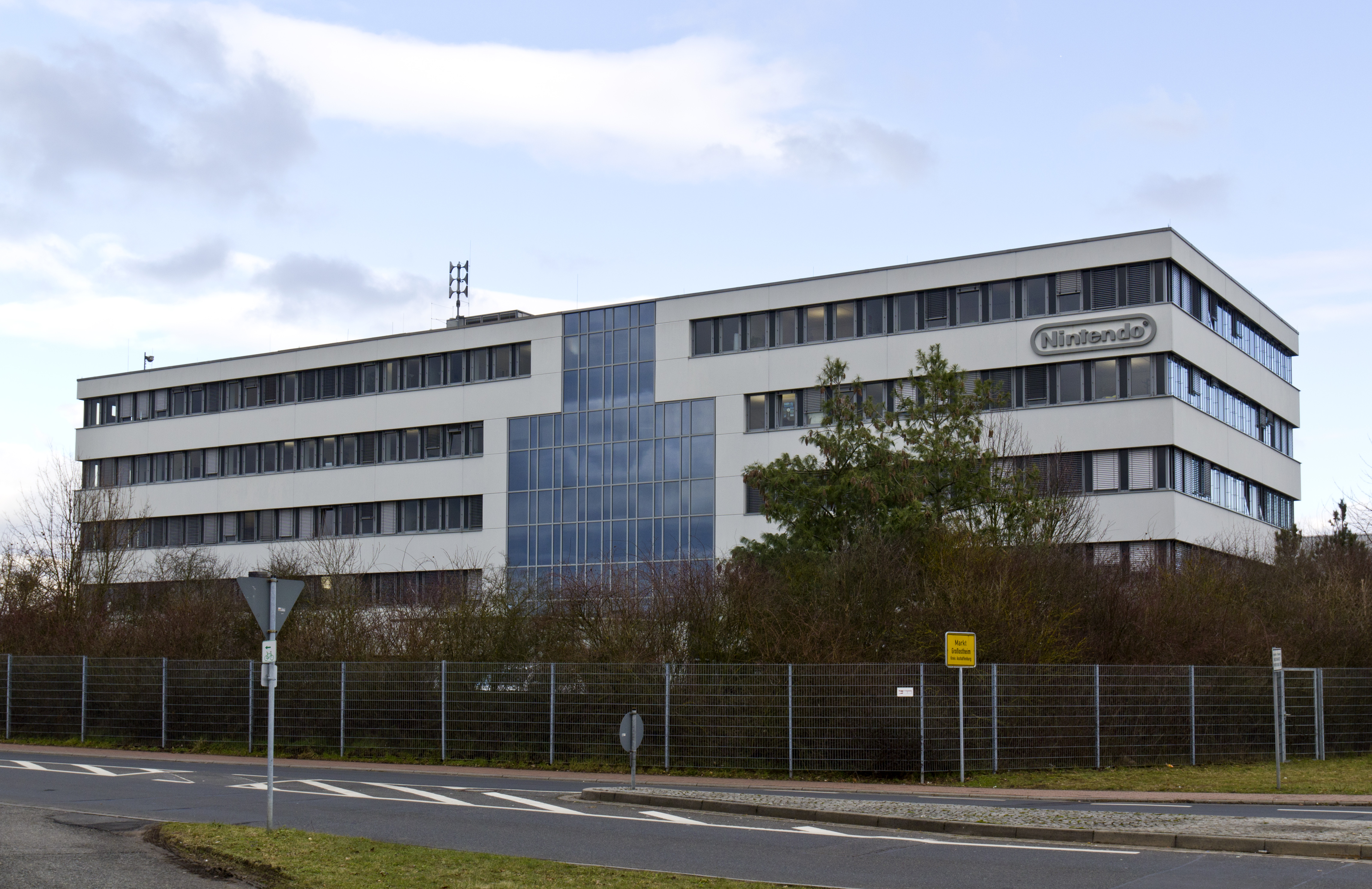
La ex sede di Nintendo Europe a Großostheim, Germania. Ora trasferitasi a Francoforte, Germania.